# Hrvatska (dnevni list, Allegheny City)
Hrvatska je bio američki dnevnik iz Allegheny Cityja, Pennsylvania.
Izlazile su od 9. kolovoza 1902. godine svakim danom osim nedjelje i blagdana. Bile su prvi hrvatski dnevni list u SAD-u.
Uređivao ih je G.A. Skrivanić.